# Paul Merkx
Paul Merkx ('s-Hertogenbosch, 27 november 1935 - Nieuwegein, 10 januari 1995) was een Nederlands profvoetballer.
Op zijn elfde begon hij met voetballen als keeper. Daarna verhuist hij naar de verdediging en vertrekt hij na een jaar als amateur naar semi-profclub Wilhelmina in de Tweede Divisie. In 1957 werd hij profvoetballer bij Helmondia '55. In 1963 gaat hij naar N.E.C. nadat hij wordt geruild tegen Jan van Boxtel.
In zijn eerste jaar bij deze club werden ze kampioen en promoveerden ze naar de Eerste Divisie. In 1965 stapte N.E.C. als een van de laatste Nederlandse clubs over naar een 4-2-4-systeem, waarna Merkx libero werd. In 1967 promoveerde hij met N.E.C. naar de Eredivisie.
In het seizoen 1969/70 werd de basisplaats van de dan 34-jarige Merkx vergeven aan Miel Pijs. In 1970 ging hij naar NOAD. Met het verdwijnen van deze club uit het betaald voetbal eindigde ook de profcarrière van Merkx.
In 1995 overleed Merkx aan een hersenbloeding.

## Carrièrestatistieken
| Seizoen         | Club            | Land            | Competitie       | Competitie | Competitie | Beker | Beker | Internationaal | Internationaal | Overig | Overig | Totaal | Totaal |
| Seizoen         | Club            | Land            | Competitie       | Wed.       | Dlp.       | Wed.  | Dlp.  | Wed.           | Dlp.           | Wed.   | Dlp.   | Wed.   | Dlp.   |
| --------------- | --------------- | --------------- | ---------------- | ---------- | ---------- | ----- | ----- | -------------- | -------------- | ------ | ------ | ------ | ------ |
| 1957/58         | Helmondia '55   | Nederland       | Eerste divisie B | –          | –          | –     | 0     | 0              | 0              | 0      | 0      | –      | –      |
| 1958/59         | Helmondia '55   | Nederland       | Eerste divisie B | –          | –          | –     | 0     | 0              | 0              | 0      | 0      | –      | –      |
| 1959/60         | Helmondia '55   | Nederland       | Eerste divisie B | –          | –          | –     | –     | 0              | 0              | 0      | 0      | –      | –      |
| 1960/61         | Helmondia '55   | Nederland       | Eerste divisie A | –          | –          | –     | 0     | 0              | 0              | 0      | 0      | –      | –      |
| 1961/62         | Helmondia '55   | Nederland       | Tweede divisie   | –          | 2          | –     | 0     | 0              | 0              | 0      | 0      | –      | 2      |
| 1962/63         | Helmondia '55   | Nederland       | Tweede divisie B | –          | 0          | –     | 0     | 0              | 0              | 0      | 0      | –      | 0      |
| 1963/64         | N.E.C.          | Nederland       | Tweede divisie B | 30         | 0          | 3     | 0     | 0              | 0              | 1      | 0      | 34     | 0      |
| 1964/65         | N.E.C.          | Nederland       | Eerste divisie   | 30         | 1          | 1     | 0     | 0              | 0              | 0      | 0      | 31     | 1      |
| 1965/66         | N.E.C.          | Nederland       | Eerste divisie   | 28         | 1          | 3     | 0     | 0              | 0              | 0      | 0      | 31     | 1      |
| 1966/67         | N.E.C.          | Nederland       | Eerste divisie   | 38         | 0          | 1     | 0     | 0              | 0              | 0      | 0      | 39     | 0      |
| 1967/68         | N.E.C.          | Nederland       | Eredivisie       | 34         | 0          | 4     | 0     | 0              | 0              | 0      | 0      | 38     | 0      |
| 1968/69         | N.E.C.          | Nederland       | Eredivisie       | 34         | 1          | 4     | 0     | 0              | 0              | 0      | 0      | 38     | 1      |
| 1969/70         | N.E.C.          | Nederland       | Eredivisie       | 13         | 0          | 0     | 0     | 0              | 0              | 0      | 0      | 13     | 0      |
| 1970/71         | NOAD            | Nederland       | Tweede divisie   | –          | 1          | –     | 0     | 0              | 0              | 0      | 0      | –      | 1      |
| Carrière totaal | Carrière totaal | Carrière totaal | Carrière totaal  | –          | –          | –     | 0     | 0              | 0              | 0      | 0      | –      | –      |

## Erelijst
N.E.C.
| Nationaal      |    |         |
| Tweede divisie | 1x | 1963/64 |